# Nordisk Copyright Bureau
Nordisk Copyright Bureau (NCB) är en organisation som förvaltar anslutna nordiska och baltiska kompositörers, textförfattares och producenters rättigheter i samband med produktion och framställning av exempelvis CD-skivor. Organisationens huvudkontor ligger i Köpenhamn och ägs av upphovsrättsorganisationerna Koda i Danmark, STEF i Island, Stim  i Sverige, Teosto  i Finland och TONO i Norge. En svensk upphovsperson blir automatiskt ansluten till NCB när han/hon ansluter sig till Stim.
Via avtal med motsvarande organisationer får NCB även intäkter från andra länder. NCB:s tillstånd krävs alltid för framställning av pressade musik-CD i Norden, även om musiken som ska tryckas till exempel inte är ansluten eller är fri eller huruvida upphovspersonen själv ska pressa sin egen musik. Denna/denne får då skaffa ett speciellt tillstånd från NCB. NCB kräver att upphovspersonen trycker en text motsvarande "ALLA RÄTTIGHETER RESERVERAS/ALL RIGHTS RESERVED" på skivan, vilket gör det problematiskt för en ansluten upphovsperson att pressa en CD som helt eller delvis är under en Creative Commons-licens, eller annan copyleft-licens, (där motsvarigheten är "Some rights reserved").

## Ersättning
NCB betalar ut ersättning till upphovspersonen när någon framställer en fysisk kopia, exempelvis en CD-skiva, med upphovspersonens verk på. Den som framställer en omodifierad version av det anslutna verket, måste alltså inte ha upphovspersonens tillstånd för att göra en sådan, utan endast NCB:s. Faktiskt är det så att en ansluten upphovsperson inte ens har rätt att personligen ge sitt tillstånd eller neka till sådan framställning, då den skrivit över dessa rättigheter, för samtliga av sina verk till NCB, när den blev medlem.

## Källhänvisningar
1. ↑  ”Arkiverade kopian”. Arkiverad från originalet den 3 februari 2008. https://web.archive.org/web/20080203223902/http://www.ncb.dk/english/02/medlemgenerel.html. Läst 25 januari 2008.
2. ↑  ”Arkiverade kopian”. Arkiverad från originalet den 10 maj 2011. https://web.archive.org/web/20110510233403/http://www.stim.se/sv/OM-STIM/Fragor--svar1/Skivutgivning---NCB/. Läst 27 april 2011.